# Phoebe novoguinensis
Phoebe novoguinensis är en lagerväxtart som beskrevs av Teschn.. Phoebe novoguinensis ingår i släktet Phoebe och familjen lagerväxter. Inga underarter finns listade i Catalogue of Life.